# Kościół św. Wojciecha w Gorzędzieju
Kościół świętego Wojciecha w Gorzędzieju – rzymskokatolicki kościół parafialny znajdujący się w dawnym mieście, obecnie wsi Gorzędziej, w województwie pomorskim. Należy do dekanatu Tczew diecezji pelplińskiej.

## Historia
Świątynia została wzniesiona na przełomie XIII i XIV wieku w stylu gotyku nadwiślańskiego. W latach 1992–1995 kościół został wyremontowany przez ówczesnego proboszcza, księdza Zdzisława Ossowskiego. Od dnia 30 kwietnia 1995 roku kościół stanowi Diecezjalne Sanktuarium Świętego Wojciecha dzięki decyzji biskupa pelplińskiego Jana Bernarda Szlagi. Od dnia 30 listopada 1996 roku kościół razem ze zbudowanym obok domem rekolekcyjnym należy do karmelitów bosych Prowincji Warszawskiej. Dom zakonny wspólnoty został powołany przez Definitorium Generalne w dniu 9 stycznia 1999 roku. W latach 2001–2002 świątynia przeszła kolejny remont, polegający m.in. na wymianie posadzki, witraży, stalli, świeczników ołtarzowych, podstawy pod paschał i krzyż, drogi krzyżowej, zainstalowaniu obrazu Miłosierdzia Bożego, obrazu Chrystusa Zmartwychwstałego oraz kupnie nowego konfesjonału, katafalku i klęcznika.

## Architektura i wyposażenie
Jest to jednonawowa budowla wzniesiona z czerwonej cegły. Posiada wieżę, która pierwotnie była nakryta drewnianym hełmem zastąpionym w 1995 roku murowanym za zgodą konserwatora zabytków. Wyposażenie wnętrza reprezentuje styl barokowy. Do jego elementów należą m.in. krucyfiks z rzeźbami Matki Bożej i świętego Jana Ewangelisty pochodzącymi z 1510 roku i wykonanymi w warsztacie mistrza Pawła, ołtarz boczny z obrazem św. Barbary pochodzący z XVII stulecia, ołtarz główny w stylu barokowym z obrazem św. Wojciecha pochodzący również z XVII stulecia na którym święty jest przedstawiony w trakcie chrystianizowania Prusów oraz relikwie świętego przywiezione z archikatedry gnieźnieńskiej przekazane w dniu 29 kwietnia 1995 roku.